# Hisashi (arquitectura)

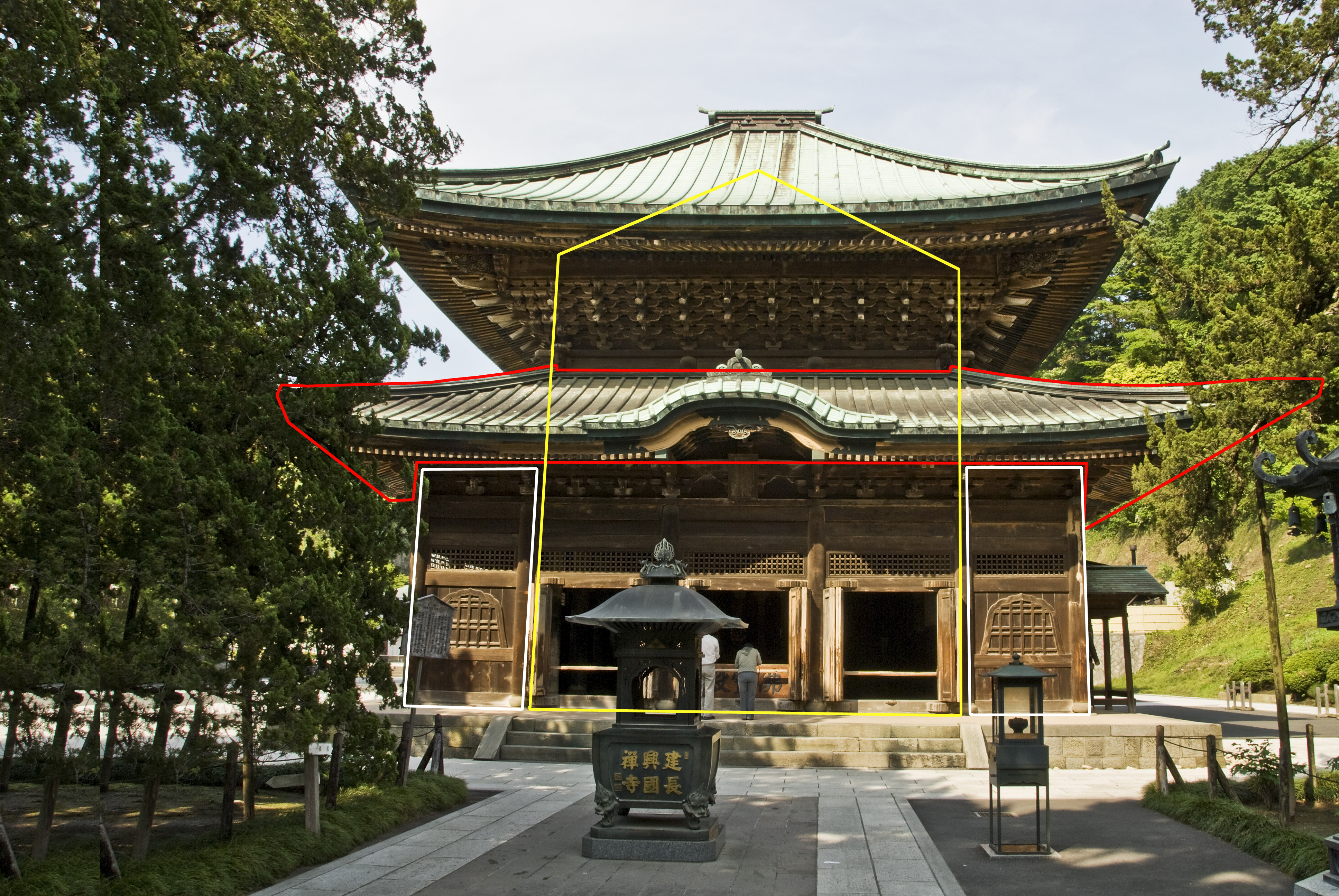
Amarillo: moya; rojo: mokoshi, blanco: hisashi

En la arquitectura japonesa el término  (廂・庇 hisashi?) tiene dos significados:
- Como se usa más comúnmente, el término indica el alero de un tejado,[1] es decir, la parte a lo largo del borde de un techo que se proyecta más allá del lado del edificio para proporcionar protección contra la intemperie.
- También se utiliza en un sentido más especializado para indicar el área que rodea el moya (el núcleo de un edificio) completamente o en uno, dos, o tres lados.[1]

Es común en los templos budistas Zen donde está un 1 ken de ancho en la zona del pasillo y al mismo nivel que el moya. Las pagodas llamadas tahōtō también tienen un hisashi.
Los corredores abiertos o terrazas bajo techos extendidos o adicionales también se refieren a veces como hisashi. En los templos construidos estilo a dos aguas (irimoya-zukuri), la parte dos aguas por lo general cubre el moya mientras que la parte a cuatro aguas cubre los pasillos. El hisashi puede estar bajo el mismo techo que el moya, y ser por lo tanto invisible desde el exterior, o sobresalir y tener un techo contenido como por ejemplo en el caso de muchas salas principales del templo Zen (butsuden).
El propósito principal del hisashi es reforzar la estructura del edificio contra el movimiento lateral. La arquitectura tradicional japonesa se basa en el sistema de dintel, que intrínsecamente no es muy fuerte. Para fortalecerlo, por lo tanto, se añaden una fila extra de pilares y dinteles relativos, apoyando las paredes del moya. El hisashi puede estar presente en una o las cuatro paredes, y se cuenta con el sufijo men (面 superficie?). Un edificio puede ser, por ejemplo, si es de 3 x 3 ken, 4 butsuden men si está rodeado por un hisashi en todos los lados.

## Plano de planta de unbutsuden

Plano de planta de un butsuden

El dibujo muestra el plano de planta de un butsuden Zen típico. El núcleo del edificio (moya) es 3 x 3 ken y está rodeado por los cuatro lados por hisashi de un ken, con lo que las dimensiones externas del edificio a un total de 5 x 5 ken. Debido a que el hisashi está cubierto por un techo contenido propio, la butsuden parece tener dos pisos, pero en realidad sólo tiene uno.
Este techo contenido decorativo que no corresponde a una división vertical interna se llama mokoshi (裳階・裳層 también pronunciado shōkai'?), Literalmente "piso de la falda" o "piso brazalete".
La misma estructura se puede encontrar en un tahōtō con el mismo efecto:. La estructura parece tener un segundo piso, pero en realidad no es así.